# Café Corso (Leipzig)

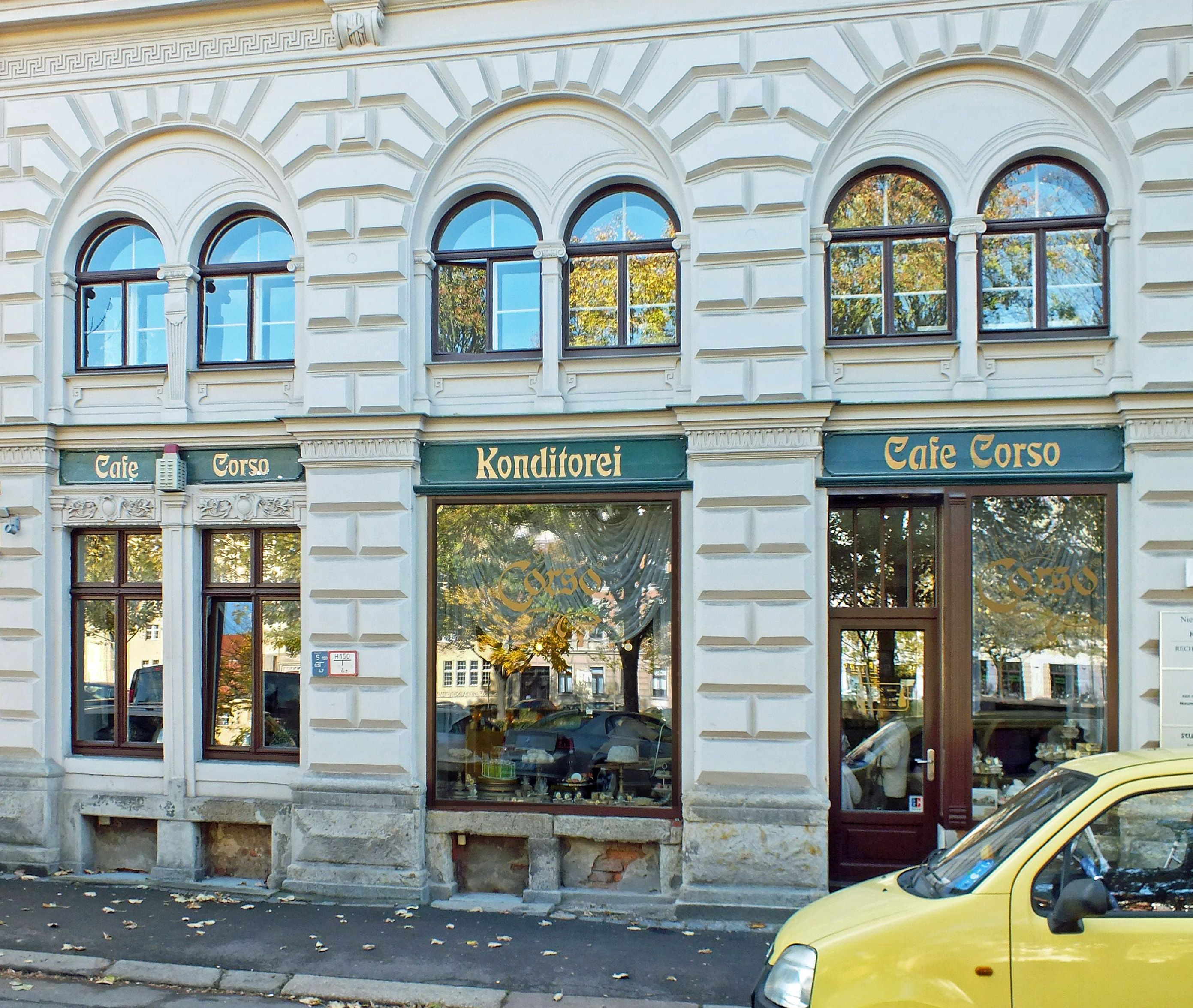
Heutiges Café Corso in der Brüderstraße (2018)

Café Corso ist der Name eines Cafés in Leipzig und mehrerer weiterer Kaffeehäuser, die in den letzten einhundert Jahren in der Stadt betrieben wurden. Ihre Geschichte ist mit der Konditorenfamilie Fischer verbunden.

## Geschichte

### Augustusplatz und Königshauspassage

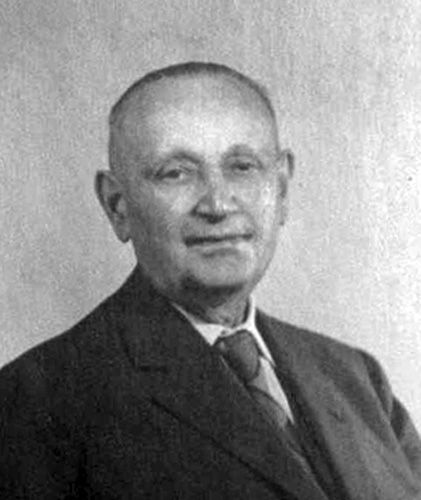
Ernst Fischer (um 1935)

Die Geschichte des Corso-Familienunternehmens begann am 1. Oktober 1912 in Oschatz, als der Konditormeister Ernst Fischer (1886–1975) hier mit seiner Frau  ein Café mit Konditorei eröffnete. Dieses gaben sie 1919 auf wie ebenso 1921 das zusätzlich 1915 in Dresden übernommene Café Parsifal und zogen nach Leipzig. Hier pachteten sie die Konditorei Reichskanzler in der Goethestraße Ecke Brühl.(⊙) Um sich von der Konkurrenz abzusetzen, richteten sie ein Lesekaffee mit 200 in- und ausländischen Zeitschriften ein.
Als der frühere Besitzer des Reichskanzler das Café selbst wieder übernahm, erwarben die Fischers 1926 das 1912 gegründete Café Corso im sogenannten Königsbau am Augustusplatz, Goethestraße 1 (⊙) und behielten den Namen bei. Hier hatten sie sich der Konkurrenz des benachbarten Café Felsche zu stellen, dem sie außer mit ihrem reichhaltigen Zeitschriftenangebot durch den Konzertbetrieb in ihrem Café begegneten. Zweimal am Tag traten im ersten Stock des Cafés namhafte Kapellen und Solisten auf.
Die Backstube befand sich in der rückwärtigen Ritterstraße. Sie versorgte das Café, den dortigen Straßenverkauf und das bereits im Reichskanzler aufgenommene Versandgeschäft, insbesondere von Weihnachtsstollen. 1932 wurde zusätzlich ein Ladengeschäft in der neu errichteten Königshauspassage (⊙) angemietet, das bis in die 1990er Jahre fast ohne Unterbrechung bestand. Die Geschäfte liefen so gut, dass man 1933 das Café Reichskanzler zusätzlich wieder übernehmen konnte.
Das Café am Augustusplatz überstand den in der Pogromnacht des 9. November 1938 auf das im gleichen Gebäude befindliche jüdische Kaufhaus Bamberger & Hertz durch die Nationalsozialisten verübten Brandanschlag, wurde aber ebenso wie das Café Reichskanzler und die Backstube beim Luftangriff auf Leipzig vom 4. Dezember 1943 zerstört.

### Café Hennersdorf
Wenige Wochen danach wurde eine stillgelegte Bäckerei in der Brüderstraße angemietet und die Produktion wieder aufgenommen. Am 1. Juli 1944 pachtete Ernst Fischer das einzige in weitem Umkreis unzerstörte Café, das Café Hennersdorf im Gewandgäßchen 4 (⊙) samt seiner Art-déco-Einrichtung. Nach dem Krieg entwickelte sich das Geschäft sehr gut. Insbesondere Künstler, Akademiker und Studenten belegten den ersten Stock des Cafés, sodass dieser bald in Anlehnung an den legendären Hörsaal 40 der Universität Hörsaal 41 genannt wurde. Außer nicht immer parteilinientreuen Ideen und Witzen wurde auch manches Druckerzeugnis aus der BRD hier heimlich weitergereicht.

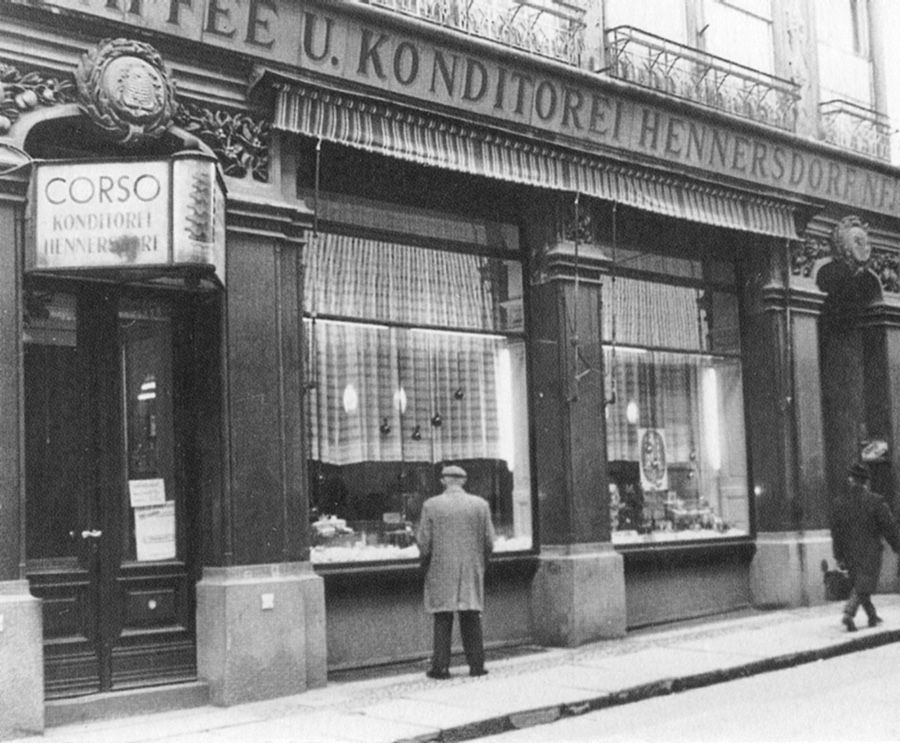
Café Hennersdorf
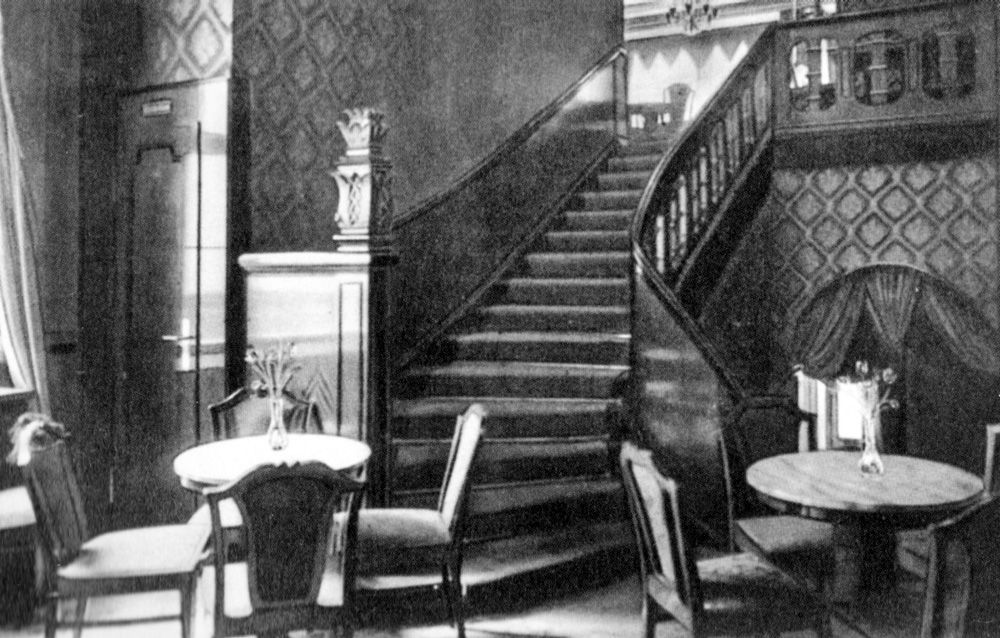
Aufgang im Café

1945 war Ernst Fischers Sohn Werner mit ins Geschäft eingestiegen. 1951 wurde auf einer Brachfläche neben dem Haus ein Freisitz eingerichtet. 1956 verließ Werner Fischer die DDR, kehrte aber 1961 wieder zurück, um den väterlichen Betrieb zu übernehmen. 1962 wurde das Corso zum Betrieb mit staatlicher Beteiligung und hieß nun Corso-Konditorei KG. Staatlicher Gesellschafter war der VEB Leipziger Brotfabrik, das spätere Backwarenkombinat.
Im Januar 1968 wurde das Café geschlossen und das Gebäude abgerissen, wegen eines Bauvorhabens, das nie zur Ausführung kam. Erst Ende der 1990er Jahre wurde das Grundstück in den Bau des 2001 eröffneten Warenhauses Galeria Kaufhof Leipzig einbezogen.

### Neumarkt und Grimmaische Straße
Werner Fischer gelang es, Räume im Erdgeschoss des Zentralmessepalasts am Neumarkt  (⊙) anzumieten. Im März 1968 konnte das neue Café mit 150 Plätzen unter dem Namen Café am Neumarkt eröffnet werden. Möbel und weitere Einrichtung aus dem alten Café konnten wiederverwendet werden. Die Wände erhielten die gewohnte dunkelgrüne Stoffbespannung.
Im Zuge der Verstaatlichungswelle der 1970er Jahre wurde 1972 der Fischersche Betrieb voll verstaatlicht, blieb aber selbstständig als VEB Corso Konditorei Leipzig mit Werner Fischer als Betriebsdirektor. Nach dessen Eintritt in den Ruhestand 1978 wurde Christa Knieb bis 1990 Direktorin und bis 1992 Geschäftsführerin.
Nach dem Ende der DDR kam das Corso 1990 wieder in Familienbesitz. 1991 kaufte der Bauunternehmer Jürgen Schneider den Zentralmessepalast. Er kündigte dem Café am Neumarkt, das Ende 1993 schloss. In von Schneider vermittelten Räumen in der Grimmaischen Straße 12/14
(⊙) Im Februar 1994 eröffnete das Corso am neuen Standort, diesmal unter der Leitung von Uwe Fischer, dem Enkel des Firmengründers Ernst Fischer.
Das nunmehr in modernem Stil eingerichtete Café wurde vom Publikum nicht mehr wie früher angenommen, geriet in finanzielle Schwierigkeiten und wurde 1995 wieder geschlossen. Nach einem gerichtlichen Vergleich wurde 1996 die Handels- und Beteiligungs-GmbH Corsoela gegründet, die kleinere, über die Leipziger Stadtbezirke verteilte Cafés betrieb und so bis 2002 aktiv war.

### Brüderstraße
Nach fünfmonatigem Stillstand wurde im Oktober 2002 der Betrieb wieder aufgenommen. Ein Café im Vorderhaus der traditionsreichen Produktionsstätte Brüderstraße 6 (⊙) wird unter dem Namen Corso betrieben, der immer in Familienbesitz geblieben war. Geschäftsführerin ist Jacqueline Fischer, die zweite Ehefrau von Uwe Fischer.
Neben Café- und Straßenverkauf der Konditoreiwaren, darunter als Spezialitäten Baumkuchen und Leipziger Lerchen, ist ein wesentliches Standbein der Versandhandel, insbesondere von Christstollen. Deshalb wird in der Vorweihnachtszeit die Angestelltenzahl von zehn nahezu verdreifacht.

Orte und Ansichten vom Café Corso
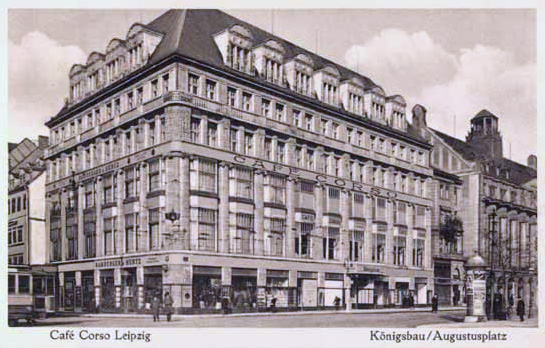
Königsbau am Augustusplatz
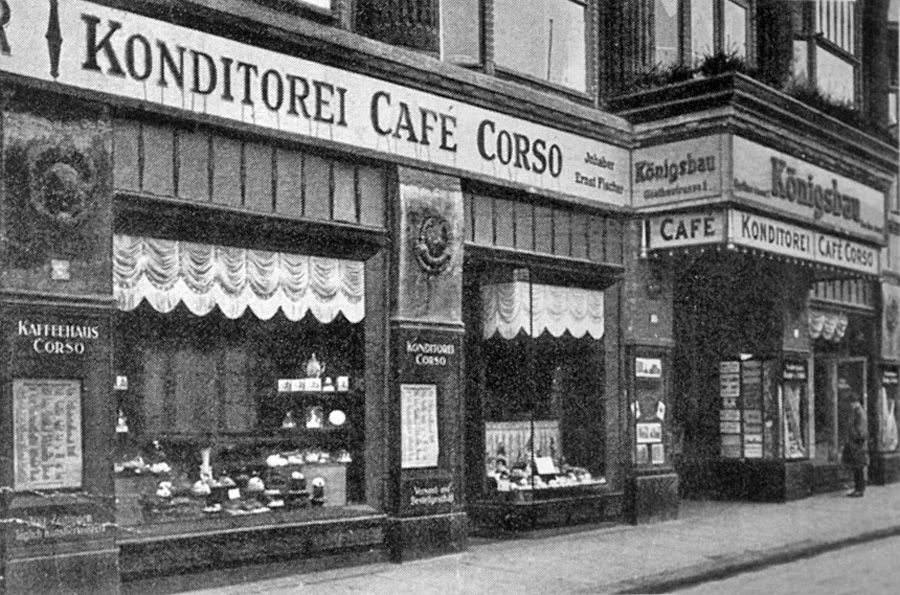
Corso im Königsbau
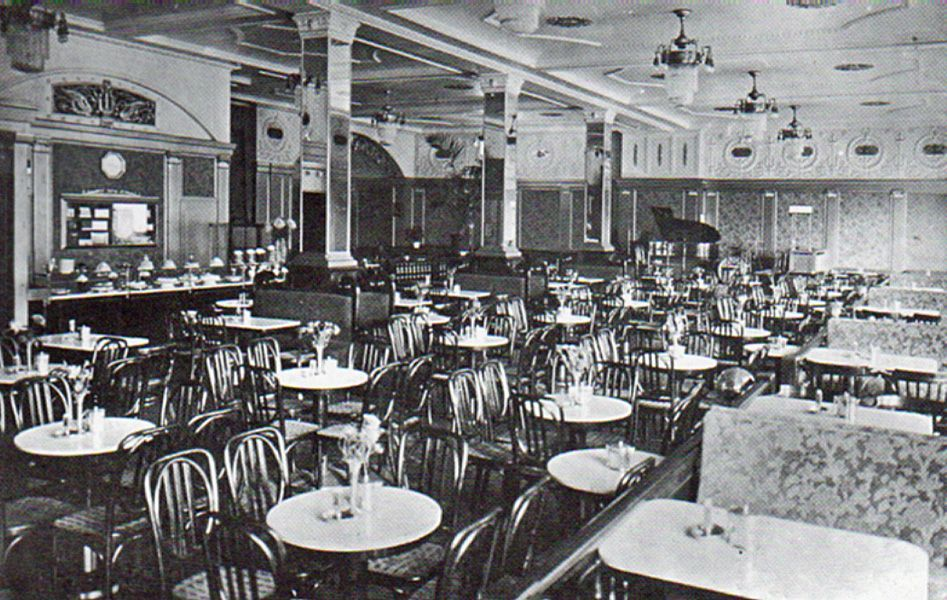
Gastraum im Corso
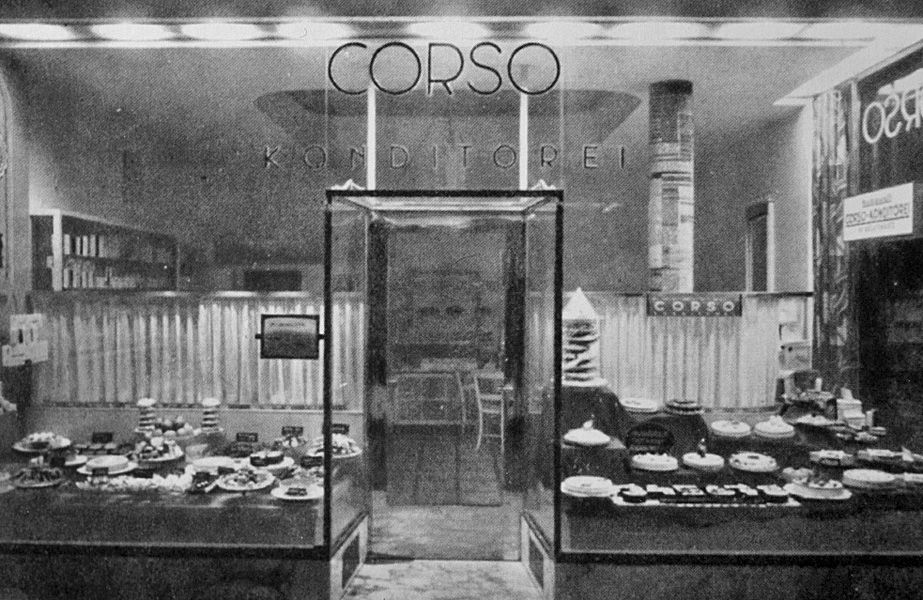
Corso Königshauspassage